# Максиміліан Баденський
Максиміліан Александр Фрідріх Вільгельм Баденський (нім. Maximilian Alexander Friedrich Wilhelm Prinz von Baden; 10 липня 1867 — 6 листопада 1929) — баденський принц з династії Церінгенів, німецький політичний і військовий діяч, останній канцлер Німецької імперії (з 3 жовтня до 9 листопада 1918 року). Оголосив про зречення Вільгельма II і залишив свою посаду, передавши повноваження Фрідріху Еберту. Його ім'ям названо палац принца Макса в Карлсруе.

## Біографія
Народився в сім'ї принца Вільгельма Баденського і Марії, княгині Романівської і герцогині Лейхтенберзької (з роду Богарне). Онук великого герцога Леопольда Баденського, принцеси Софії Шведської, герцога Максиміліана Лейхтенберзького і великої княгині Марії Миколаївни.
Дотримувався ліберальних поглядів як до, так і під час Першої світової війни. Восени 1918 року Максиміліана було призначено канцлером Німеччини, щоб домовитися про перемир'я із союзниками та зберегти монархію. Він сформував уряд, який вперше включав соціал-демократів: Фрідріха Еберта та Філіппа Шайдемана. 1 листопада 1918 року захворів на застуду. «Надмірна доза снодійного, — писав Девід Ллойд Джордж, — занурила його в забуття на 36 вирішальних годин з 1 по 3 листопада. Коли він прокинувся, виявилося, що останні союзники Німеччини — Туреччина й Австро-Угорщина — вже вийшли з війни. А заворушення, розпалювані більшовицькими агітаторами, спалахнули по всій Німеччині».

## Особисте життя

### Сексуальна орієнтація
Максиміліан Баденський був гомосексуалом. Він був занесений до відповідного списку берлінської кримінальної поліції у той час коли був молодим офіцером. Проте з династичних міркувань він вирішив жити як чоловік і сім'янин, подібно до свого двоюрідного брата Густава V, короля Швеції. Це зробило його вразливим до шантажу, що мало катастрофічні наслідки наприкінці його перебування на посаді канцлера.
1 листопада німецька імператриця Августа-Вікторія погрожувала йому телефоном, що оприлюднить його гомосексуальність, якщо він змусить її чоловіка зректися престолу. Після цього у нього стався нервовий зрив, і його довелося на пару днів приспати за допомогою опіуму.
Принаймні з 1912 року він мав стосунки з геологом Вільгельмом Паульке (1873—1949).

### Родина
У липні 1900 року Максиміліан одружився з Марією Луїзою, принцесою Ганноверською (1879—1948), дочкою Ернста Августа II Ганноверського. У подружжя народилося двоє дітей:
- Марія Александра (1902—1944), згодом стала дружиною принца Вольфганга Гессен-Кассельського;
- Бертольд (1906—1963).

## Нагороди

### Нагороди Німеччини
- Орден Вірності (Баден)
- Орден Церінгенського лева
- Орден Бертольда I
- Медаль Фрідріха-Луїзи
- Орден Вюртемберзької корони, великий хрест (1885)
- Орден Альберта Ведмедя, великий хрест (1889)
- Орден Святого Губерта (1899)
- Орден Святого Георгія (Ганновер)
- Орден дому Саксен-Ернестіне, великий хрест
- Орден Людвіга Гессенського, великий хрест
- Орден Вендської корони, великий хрест з короною в руді
- Орден Чорного орла з ланцюгом
- Королівський орден дому Гогенцоллернів, великий командор
- Князівський орден дому Гогенцоллернів, почесний хрест 1-го класу
- Орден Білого Сокола, великий хрест
- Орден Рутової корони
- Залізний хрест 2-го класу
- Орден Військових заслуг Карла Фрідріха, командор 1-го класу (30 серпня 1914)

### Іноземні нагороди
- Орден Святого Олафа, великий хрест (Норвегія) (30 серпня 1887)
- Королівський угорський орден Святого Стефана, великий хрест (Австро-Угорщина) (1900)
- Орден Слона (Данія) (10 липня 1900)
- Орден Серафимів (Швеція) (24 квітня 1902)
- Орден Леопольда I, великий ланцюг (Бельгія)
- Орден «Святий Олександр», великий хрест (Болгарія)
- Орден князя Данила I, великий хрест (Чорногорія)
- Орден Андрія Первозванного (Російська імперія)